# کمپ ناصر حجازی
مجموعه ورزشی ناصر حجازی باشگاه استقلال ایران یا کمپ ناصر حجازی یک مجموعهٔ فرهنگی، اقتصادی، ورزشی متعلق به باشگاه فوتبال استقلال ایران است که به نام مرحوم ناصر حجازی اسطورهٔ فقید این باشگاه نام‌گذاری شده‌است. این مجموعه اکنون به عنوان کمپ رسمی باشگاه استقلال شناخته می‌شود. ساخت کمپ در سال ۱۳۸۷ آغاز شد و بخش نخست آن در پایان سال ۱۳۸۹ به بهره‌برداری رسید. تیم اصلی باشگاه استقلال از پیش‌فصل ۹۲–۱۳۹۱ به‌طور کامل به این کمپ نقل مکان کرد. از آن هنگام تا کنون تمرین‌ها و بازی‌های تمرینی استقلال در این مجموعه برگزار می‌شود.
این کمپ در زمینی به مساحت حدود ۴ هکتار ساخته میشود و محل آن در تهران، بزرگ‌راه ستاری، انتهای بلوار فرودس غربی، به سمت غرب بعد از چهارراه بهار قرار دارد.
اخیراً پس از بحث‌های به وجود آمده مبنی بر عدم مالکیت باشگاه استقلال بر این مجموعه، وزیر ورزش و جوانان رسماً اعلام کرد که مالکیت این مجموعه به باشگاه استقلال ایران تعلق می‌گیرد و این کمپ جز دارایی‌های باشگاه استقلال برای تسریع در امر خصوصی‌سازی قرار خواهد گرفت.

## پیشینهٔ ساخت
نخستین تلاش‌ها برای ساخت کمپ تمرینی باشگاه استقلال در سال ۱۳۷۸ و در دورهٔ نخست مدیریت علی فتح‌الله‌زاده آغاز شد. زمین این مجموعه در اواخر دههٔ ۱۳۷۰ برای ساخت کمپ در نظر گرفته شد و با حضور هیئت مدیرهٔ وقت باشگاه عملیات ساخت آن آغاز گشت. اما پس از دگرگونی‌های مدیریتی در باشگاه، این زمین تا چند سال به حال خود رها شد و ساخت‌وسازی در آن رخ نداد. پس از آن در میانه‌های دههٔ ۱۳۸۰ با بازگشت دوبارهٔ فتح‌الله‌زاده ساخت این کمپ در دستور کار باشگاه قرار گرفت که با کنار رفتن او، ساخت کمپ بار دیگر به دست فراموشی سپرده شد. فتح‌الله‌زاده در بازگشت سوم خود به استقلال، روند ساخت مجموعه را برای بار سوم از سر گرفت و این‌بار پیگیری‌های او به آغاز فرایند ساختمانی مجموعه انجامید. کلنگ ساخت کمپ باشگاه استقلال در تیرماه سال ۱۳۸۷ به زمین زده شد. علی فتح‌الله‌زاده مدیر باشگاه استقلال در مراسم آغاز ساخت کمپ استقلال گفت که در این مجموعه افزون بر زمین چمن فوتبال برای تیم اصلی و تیم‌های پایهٔ باشگاه؛ سالن‌های ورزشی، استخر و رستوران نیز پیش‌بینی شده‌است. دو سال بعد فتح‌الله‌زاده در بازدیدی که به همراه رئیس وقت سازمان تربیت‌بدنی از مجموعه داشت، اعلام کرد که کمپ استقلال دربردارندهٔ زمین چمن فوتبال و سکوی تماشاگران، چمن مصنوعی، زمین‌های تنیس، استخر و سونا، ساختمان اداری، هتل چهارستاره، واحدهای تجاری و پارکینگ چهار طبقه خواهد بود.
بخش نخست کمپ شامل زمین چمن طبیعی و مصنوعی در پایان سال ۱۳۸۹ به بهره‌برداری رسید و مدرسهٔ فوتبال باشگاه استقلال در آن‌جا مستقر گردید. سالن‌های استخر و بدن‌سازی از دیگر امکانات فاز نخست مجموعه بود. پس از آن فاز دوم مجموعه شامل هتل، پارکینگ و فروشگاه‌های پوشاک استقلال در دستور کار قرار گرفته‌است. نخستین تمرین تیم اصلی باشگاه در زمین چمن این مجموعه در تاریخ ۳ مهر ۱۳۹۰ برگزار گردید و تعدادی از نونهالان مدرسهٔ فوتبال باشگاه تماشاگر این تمرین بودند. برگزاری این تمرین به منزلهٔ انتقال تیم اصلی باشگاه به کمپ نبود چرا که کمپ استقلال همچنان مراحل ساخت خود را پشت سر می‌گذاشت و برای برگزاری تمرین‌ها هنوز آماده نبود. تیم استقلال در طول فصل ۹۱–۱۳۹۰ در ورزشگاه دستگردی تهران تمرین می‌کرد و گهگاه در کمپ در حال ساخت باشگاه نیز حاضر می‌شد. در طول این فصل گفته شد که کمپ استقلال در ابتدای فصل آینده آماده بهره‌برداری خواهد شد. سرانجام در تابستان ۱۳۹۱ زمین چمن کمپ به‌طور کامل مورد بهره‌برداری قرار گرفت و تمرین‌های تیم فوتبال باشگاه از پیش‌فصل ۹۲–۱۳۹۱ به این زمین منتقل شد.

## نام‌گذاری

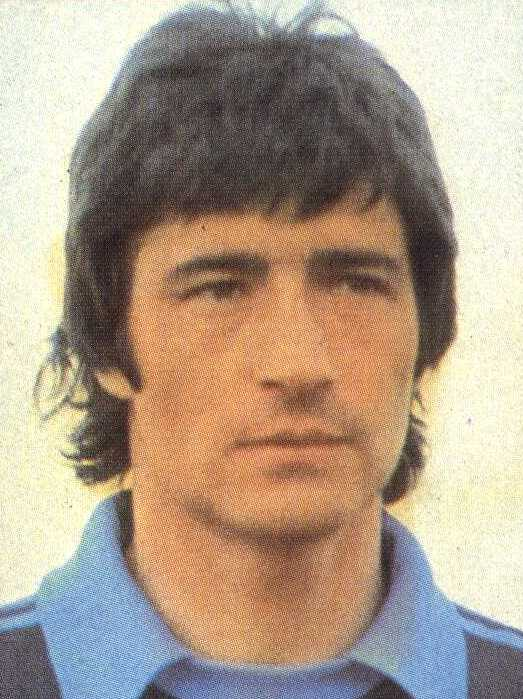
ناصر حجازی اسطورهٔ باشگاه استقلال

نام این طرح در ابتدا «کمپ اختصاصی باشگاه فرهنگی - ورزشی استقلال ایران» بود و در هنگام ساخت و بهره‌برداری از فاز نخست آن نیز این طرح با همین نام شناخته می‌شد. روز ۱۵ اردی‌بهشت ۱۳۹۰ در ملاقات رئیس سازمان تربیت بدنی و مدیر باشگاه استقلال از ناصر حجازی در بیمارستان کسری تهران، در مورد تغییر نام کمپ باشگاه استقلال به «کمپ ناصر حجازی» گفتگو شد. رئیس وقت سازمان تربیت بدنی پس از این ملاقات به خبرنگاران گفت که امیدوار است کمپ باشگاه استقلال به نام ناصر حجازی نام‌گذاری شده و با دست او افتتاح شود. درگذشت ناصر حجازی در روز ۲ خرداد ۱۳۹۰ آرزوی هواداران استقلال برای حضور او در آیین گشایش کمپ را به رؤیا بدل کرد. یک هفته پس از درگذشت او، مدیر باشگاه اعلام کرد که کمپ استقلال برای همیشه به افتخار ناصر حجازی نام‌گذاری شده‌است و تندیس سنگربان فقید باشگاه نیز در این مجموعه قرار داده خواهد شد.
یک سال بعد از تغییر نام کمپ و در پی بروز درگیری میان هواداران در روز گشایش تمرین‌های استقلال در فصل ۹۲–۱۳۹۱، همسر ناصر حجازی در گفتگویی خواهان تغییر نام کمپ باشگاه استقلال شد. بهناز شفیعی اعلام کرد شخصیت و منش ناصر حجازی به گونه‌ای بوده‌است که انجام چنین درگیری‌هایی در کمپی با نام او شایسته نیست. وبگاه ناصر حجازی که توسط نزدیکان او گردانده می‌شد نیز در نوشته‌ای از وقوع این اتفاق در تمرین استقلال و کمپ ناصر حجازی عمیقاً ابراز تأسف کرد و خواستار تغییر نام کمپ شد. در پی تماس مدیر استقلال با خانوادهٔ حجازی، تغییر نام کمپ منتفی گردید. فتح‌الله‌زاده از همسر حجازی خواست تا با توجه به جایگاه و محبوبیت ناصر حجازی در میان مردم، اجازه دهد تا کمپ باشگاه با همین نام باقی بماند. همسر ناصر حجازی در خواست مدیر باشگاه را پذیرفت و ابراز امیدواری کرد که دیگر در این کمپ و در مجموعهٔ باشگاه استقلال چنین اتفاقاتی رخ ندهد.

## مالکیت
در هنگام ساخت و بهره‌برداری کمپ استقلال، در بارهٔ مالکیت باشگاه استقلال بر زمین محل ساخت کمپ بحث‌ها و ادعاهایی مطرح شد که پاسخ‌گویی مدیر باشگاه را در پی داشت. فتح‌الله‌زاده در کنار پاسخ دادن به این ادعاها، از مدیران دیگر استقلال در دههٔ ۱۳۸۰ انتقاد می‌کرد و معتقد بود آن‌ها نه تنها علاقه‌ای به ساخت این کمپ نداشته‌اند، بلکه می‌خواستند کمپ استقلال را به راحتی واگذار کنند. این بحث‌ها در بهار سال ۱۳۹۱ به اوج خود رسید. در اردی‌بهشت این سال احمد رسولی‌نژاد رئیس هیئت مدیرهٔ استقلال اعلام کرد با وجود سرمایه‌گذاری‌هایی که باشگاه بر روی این زمین انجام داده‌است، سند زمین هنوز به نام باشگاه استقلال نیست. فتح‌الله‌زاده با انتشار اسنادی به این ادعا پاسخ داد. او گفت زمین کمپ متعلق به باشگاه استقلال است و اگر این‌گونه نبود، باشگاه نمی‌توانست بر روی آن ساخت‌وسازی انجام دهد. به گفتهٔ او این زمین توسط ادارهٔ کل تربیت بدنی استان تهران از سازمان زمین شهری گرفته شده و به باشگاه استقلال واگذار شده‌است و طبق قرارداد و قانون، با پایان فرایندهای ساختمانی سند زمین نیز به نام باشگاه استقلال ثبت خواهد شد. پس از آن امیررضا واعظی آشتیانی، مدیر پیشین استقلال که جای خود را به فتح‌الله‌زاده داده بود، ادعا کرد که این زمین در سال‌های ۱۳۷۹ و ۱۳۸۰ با قراردادی مشروط از سوی ادارهٔ کل تربیت بدنی استان تهران در اختیار باشگاه استقلال قرار گرفته که بر اساس آن، مدیران باشگاه باید طی سه سال زمین را ساخته و مورد بهره‌برداری قرار دهند و در غیر این‌صورت قرارداد از اعتبار خواهد افتاد. بنا بر ادعای واعظی آشتیانی این زمین در اختیار باشگاه استقلال است اما مالکیت آن در دست سازمان تربیت بدنی باقی‌مانده‌است و اگر قرار باشد روزی باشگاه استقلال خصوصی شود، مالک باشگاه باید بهای زمین را به دولت بپردازد. در واکنش به این گفته‌ها فتح‌الله‌زاده با تأیید پایان مهلت باشگاه برای ساخت‌وساز، اعلام کرد که نامهٔ تمدید دورهٔ «در اختیار بودن زمین» را از سازمان زمین شهری گرفته‌است و به باشگاه فرصت دیگری برای اجرا و اتمام طرح داده شده‌است. او تأکید کرد که با پایان مراحل ساخت مجموعه، سند زمین نیز به استقلال داده خواهد شد. ضمن این‌که روشن است در هنگام خصوصی شدن باشگاه، بخش خصوصی باید بهای زمین و دیگر دارایی‌های استقلال را به دولت بپردازد و این موضوع ربطی به قرارداد ساخت کمپ استقلال ندارد.

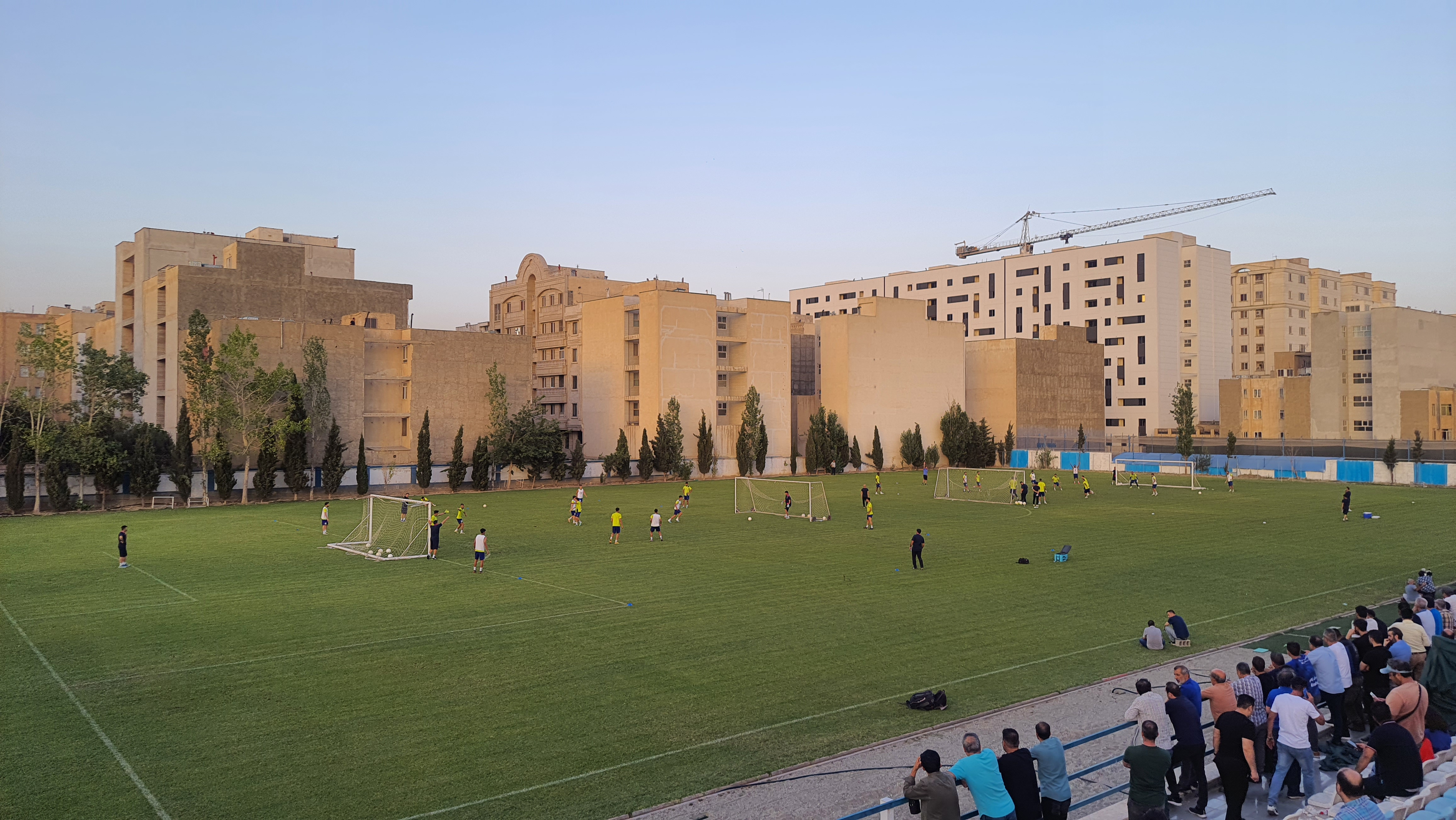
نمای داخلی زمین تمرین کمپ ناصر حجازی

در آبان ماه ۱۳۹۱ خبرگزاری فارس با انتشار گزارشی اعلام کرد که زمین کمپ باشگاه استقلال متعلق به اداره کل تربیت بدنی استان تهران (با نام تازهٔ ادارهٔ ورزش و جوانان استان تهران) است. در این گزارش تصویر قرارداد اجاره زمین به تاریخ ۲۷ دی ۱۳۷۸ منتشر شده بود. مفاد این قرارداد نشان می‌داد که این زمین به صورت اجاره در اختیار باشگاه قرار داده شده‌است و پس از پایان ساخت مجموعه، همهٔ سازه‌های احداث‌شده توسط باشگاه متعلق به استقلال خواهد بود و مستأجر (باشگاه استقلال) می‌تواند سند مالکیت سازه‌های کمپ را به نام خود ثبت کند. این گزارش بر این فرض تکیه داشت که ساخت و بهره‌برداری این طرح پس از مهلت پیش‌بینی‌شده در قرارداد بوده‌است و بنابراین سند زمین همچنان در مالکیت سازمان ورزش و جوانان تهران است. روابط عمومی باشگاه استقلال در واکنش به این گزارش اعلام کرد که در بارهٔ مالکیت زمین این مجموعه ادعای تازه‌ای در گزارش این خبرگزاری مطرح نشده و تعلق این کمپ به باشگاه استقلال، تناقضی با مالکیت وزارت ورزش بر زمین این کمپ ندارد. چرا که باشگاه استقلال تهران نیز اساساً تحت مالکیت وزارت ورزش و جوانان ایران قرار دارد. این زمین با این شرط که در آن ساخت‌وساز ورزشی صورت گیرد و کاربری فرهنگی - ورزشی داشته باشد در اختیار باشگاه استقلال قرار گرفته و با توجه به این‌که باشگاه نیز جز این عمل نکرده، کمپ ناصر حجازی متعلق به استقلال است و نمی‌توان زمین آن را از باشگاه پس گرفت یا به دیگری واگذار کرد.